# Kanton Saint-Etienne-du-Valdonnez
 Saint-Étienne-du-Valdonnez is een kanton van het Franse departement Lozère. Het kanton maakt deel uit van de arrondissementen Florac (4) en Mende (14). In 2021 telde het 6.627 inwoners.

Het kanton werd gevormd ingevolge het decreet van 25 februari 2014 , met uitwerking op 22 maart 2015, met Saint-Étienne-du-Valdonnez als hoofdplaats.

## Gemeenten
Het kanton omvatte 25 gemeenten bij zijn oprichting.
Op 1 januari 2016 werden gemeenten Bédouès en Cocurès samengevoegd tot de fusiegemeente (commune nouvelle) Bédouès-Cocurès en de gemeenten Fraissinet-de-Lozère, Pont-de-Montvert en Saint-Maurice-de-Ventalon samengevoegd tot de fusiegemeente (commune nouvelle) Pont de Montvert - Sud Mont Lozère.
Op 1 januari 2017 werden de gemeenten Bagnols-les-Bains, Le Bleymard, Chasseradès, Mas-d'Orcières en Saint-Julien-du-Tournel, alsook de gemeente Belvezet uit het kanton Grandrieu samengevoegd tot de fusiegemeente (commune nouvelle) Mont Lozère et Goulet. 
Bij decreet van 5 maart 2020 werd Belvezet overgeheveld naar dit kanton, waardoor de gemeente Mont Lozère et Goulet weer binnen één kanton valt.
Sindsdien omvat het kanton volgende 18 gemeenten :
- Altier
- La Bastide-Puylaurent
- Bédouès-Cocurès
- Les Bondons
- Brenoux
- Cubières
- Cubiérettes
- Lanuéjols
- Mont Lozère et Goulet
- Pied-de-Borne
- Pont de Montvert - Sud Mont Lozère
- Pourcharesses
- Prévenchères
- Saint-André-Capcèze
- Saint-Bauzile
- Saint-Étienne-du-Valdonnez
- Vialas
- Villefort